# Diecéze buffalská
Diecéze buffalská (latinsky Dioecesis Buffalensis) je římskokatolická diecéze sufragánní vůči Newyorské arcidiecézi. Její teritorium zahrnuje část státu New York, konkrétně okresy Allegany, Cattaraugus, Chautauqua, Erie, Genesee, Niagara, Orleans a Wyoming. Katedrálou je kostel sv. Josefa v Buffalo.

## Stručná historie

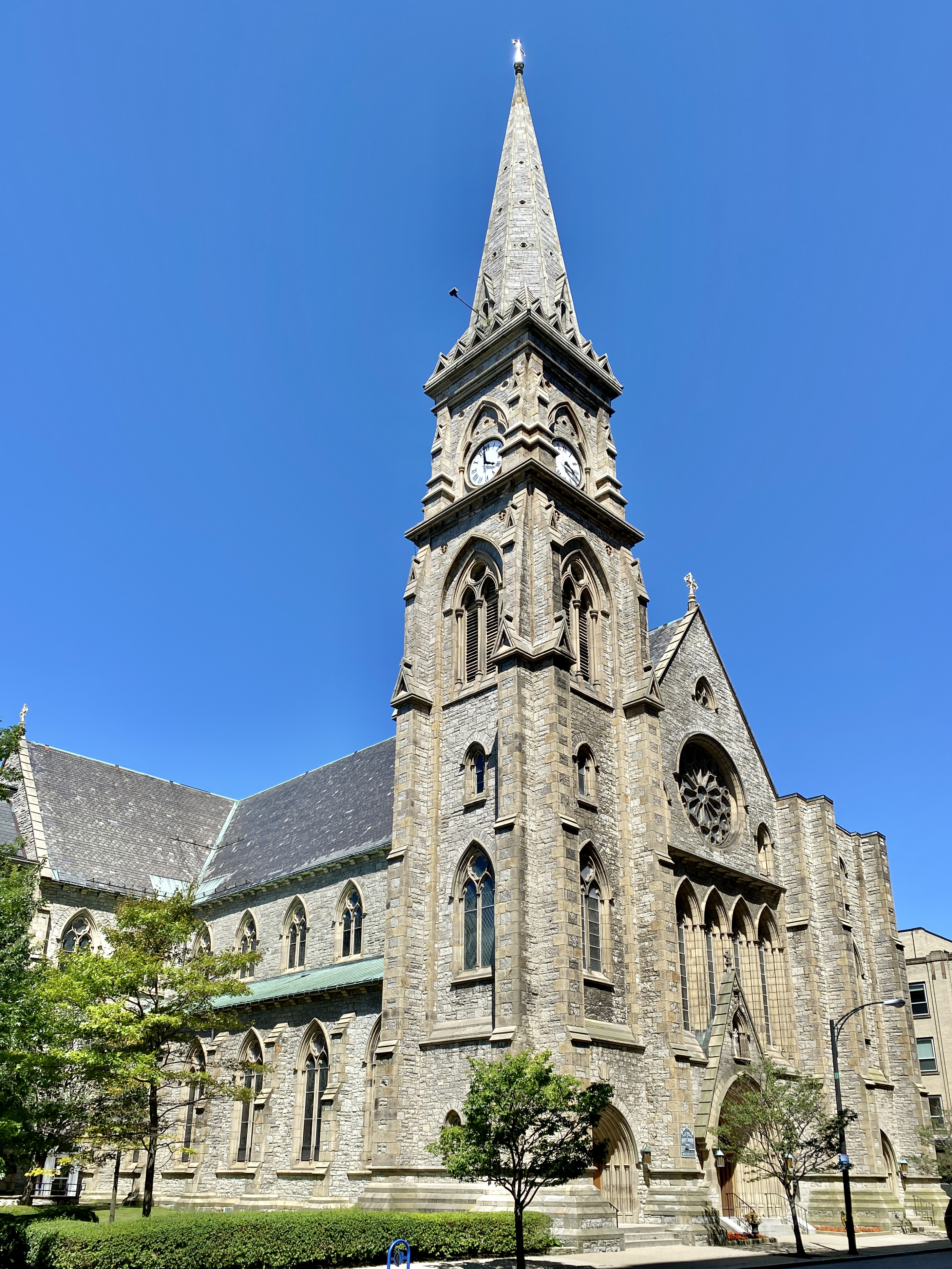
sv. Josefa v Buffalo.

Papež Pius IX. dne 23. dubna 1847 vydal breve Universi dominici gregis, jímž z diecéze newyorské vyčlenil diecézi Buffalo. Původně byla sufragánní vůči arcidiecézi baltimorské, v roce 1850 po zřízení provincie newyorské byla podřízena jako sufragánní Newyorské arcidiecézi.